# Reprezentacja Tuvalu w piłce nożnej mężczyzn
Reprezentacja Tuvalu w piłce nożnej nie należy do Międzynarodowej Federacji Piłk Nożnej (FIFA), z tego powodu nie może brać udziału w Mistrzostwach Świata. Drużyna jest stowarzyszonym członkiem z Konfederacją Piłkarską Oceanii (OFC) i nie może startować w Pucharze Narodów Oceanii. Stadion reprezentacji nazywa się "Vaiaku Stadium" i znajduje się w Funafuti (1500 miejsc).
Drużyna ta wystąpiła w trzech edycjach Igrzysk Południowego Pacyfiku (w 1979, 2003 i 2007 roku). Podczas pierwszego startu zespołowi udało się awansować do ćwierćfinału rozgrywek. W jedenastu meczach rozegranych podczas Igrzysk Południowego Pacyfiku zespół wygrywał dwukrotnie. Według danych z 5 września 2011 roku reprezentacja ta rozegrała 18 meczów z czego wygrała 4, zremisowała 2 i przegrała 12.
Obecnym selekcjonerem reprezentacji Tuvalu jest Mati Fuzi.

## Udział wMistrzostwach Świata
- 1930 – 1978 – Nie brała udziału (Tuvalu było kolonią brytyjską)
- 1982 – 2006 – Nie brała udziału (nie była członkiem FIFA)
- 2010 – brało udział w eliminacjach (nie była członkiem FIFA)*
- 2014 – 2022 – Nie brała udziału (nie była członkiem FIFA)

## Udział wPucharze Narodów Oceanii
- 1973 – Nie brała udziału (Tuvalu było kolonią brytyjską)
- 1980 – 2016 – Nie brała udziału (nie była członkiem OFC)

## Udział wIgrzyskach Południowego Pacyfiku
- 1979 – Ćwierćfinał
- 2003 – Faza grupowa
- 2007 – Faza grupowa

## Udział w Pucharze Południowego Pacyfiku
- 2007 – Faza grupowa